# Snowboard-Juniorenweltmeisterschaften 2000
Die 4. FIS Snowboard-Juniorenweltmeisterschaften fanden vom 11. bis zum 13. Februar 2000 in Berchtesgaden statt. Ausgetragen wurden Wettkämpfe im Parallel-Riesenslalom, Parallelslalom und Halfpipe.

## Medaillenspiegel
| Platz | Land               | Gold | Silber | Bronze | Gesamt |
| ----- | ------------------ | ---- | ------ | ------ | ------ |
| 1     | Österreich         | 3    | 1      | 2      | 6      |
| 2     | Schweden           | 1    | 2      | -      | 3      |
| 3     | Frankreich         | 1    | 1      | 1      | 3      |
| 4     | Vereinigte Staaten | 1    | -      | -      | 1      |
| 5     | Japan              | -    | 1      | -      | 1      |
| 5     | Russland           | -    | 1      | -      | 1      |
| 7     | Finnland           | -    | -      | 1      | 1      |
| 7     | Kanada             | -    | -      | 1      | 1      |
| 7     | Deutschland        | -    | -      | 1      | 1      |
|       | Gesamt             | 6    | 6      | 6      | 18     |

## Ergebnisse Frauen

### Parallel-Riesenslalom
| Platz | Land        | Sportlerin         |
| ----- | ----------- | ------------------ |
| 1     | Frankreich  | Julie Pomagalski   |
| 2     | Österreich  | Heidi Krings       |
| 3     | Österreich  | Nina Schlegel      |
| 4     | Niederlande | Marieke Sauerbreij |
| 5     | Tschechien  | Nikola Vavruskova  |
| 6     | Frankreich  | Florine Valdenaire |
| 7     | Frankreich  | Emmanuelle Duboc   |
| 8     | Deutschland | Angela Haslbeck    |
| 9     | Frankreich  | Aurélie Tible      |
| 10    | Frankreich  | Morgane Fleury     |

Datum: 11. Februar 2000

Es waren 55 Teilnehmerinnen am Start.

Weitere Teilnehmerinnen aus deutschsprachigen Ländern:

 Marion Kreiner: 11. Platz

 Rebekka von Känel: 12. Platz

 Romy Pletzer: 19. Platz

 Manuela Pohl: 25. Platz

 Marie Therese Sinnhuber: 29. Platz

 Tanja Uhlmann: 32. Platz

 Perrine Buhler: 34. Platz

 Helene Nadig: 41. Platz

 Regina Lind: 51. Platz

### Parallelslalom
| Platz | Land        | Sportlerin         |
| ----- | ----------- | ------------------ |
| 1     | Österreich  | Nina Schlegel      |
| 2     | Frankreich  | Emmanuelle Duboc   |
| 3     | Frankreich  | Julie Pomagalski   |
| 4     | Tschechien  | Zuzana Vojtechova  |
| 5     | Niederlande | Marieke Sauerbreij |
| 6     | Frankreich  | Aurélie Tible      |
| 7     | Frankreich  | Emilie Faye        |
| 8     | Schweiz     | Rebekka von Känel  |
| 9     | Polen       | Anna Luckos        |
| 10    | Frankreich  | Lucie Combal       |

Datum: 13. Februar 2000

Es waren 56 Teilnehmerinnen am Start.

Weitere Teilnehmerinnen aus deutschsprachigen Ländern:

 Marie Therese Sinnhuber: 13. Platz

 Romy Pletzer: 17. Platz

 Perrine Buhler: 20. Platz

 Manuela Pohl: 25. Platz

 Regina Lind: 28. Platz

 Angela Haslbeck: 29. Platz

 Helene Nadig: 30. Platz

 Marion Kreiner: 34. Platz

 Tanja Uhlmann: 35. Platz

 Heidi Krings: disqualifiziert

### Halfpipe
| Platz | Land               | Sportlerin     |
| ----- | ------------------ | -------------- |
| 1     | Vereinigte Staaten | Kelly Clark    |
| 2     | Schweden           | Anna Olofsson  |
| 3     | Kanada             | Kim Dunn       |
| 4     | Schweiz            | Mirjam Marbach |
| 5     | Finnland           | Nita Arpiainen |
| 6     | Vereinigte Staaten | Bianca Berger  |
| 7     | Vereinigte Staaten | Rachel Nelson  |
| 8     | Finnland           | Tiia Rauhamäki |

Datum: 12. Februar 2000

Es waren 36 Teilnehmerinnen am Start.

Weitere Teilnehmerinnen aus deutschsprachigen Ländern:

 Helene Nadig: 20. Platz

 Carla Reinhard: 22. Platz

 Silvia Mittermüller: 32. Platz

## Ergebnisse Männer

### Parallel-Riesenslalom
| Platz | Land               | Sportler             |
| ----- | ------------------ | -------------------- |
| 1     | Österreich         | Andreas Prommegger   |
| 2     | Japan              | Suguru Sasaki        |
| 3     | Österreich         | Lukas Grüner         |
| 4     | Österreich         | Lukas Prem           |
| 5     | Italien            | Roland Fischnaller   |
| 6     | Italien            | Robert Trakofler     |
| 7     | Kanada             | François Boivin      |
| 8     | Kanada             | Justin-Claude Dumond |
| 9     | Vereinigte Staaten | Ryan McDonald        |
| 10    | Russland           | Dmitri Waitkus       |
| 11    | Niederlande        | Paul Schoenmakers    |
| 12    | Japan              | Kohei Kawaguchi      |
| 13    | Österreich         | Gerhard Unterkofler  |
| 14    | Russland           | Denis Detkow         |
| 15    | Deutschland        | Raphael Geisreiter   |

Datum: 11. Februar 2000

Es waren 103 Teilnehmer am Start.

Weitere Teilnehmer aus deutschsprachigen Ländern:

 Christian Ehrnthaller: 18. Platz

 Benjamin Sokopf: 20. Platz

 Philipp Behr: 29. Platz

 Björn Bähler: 30. Platz

 Thomas Lienbacher: 31. Platz

 Matthias Ebner: 35. Platz

 Stefan Schuler: 38. Platz

 Pascal Spörri: 41. Platz

 Christian Nippus: 45. Platz

 Michael Gisler: 49. Platz

 Eric Cargiet: 51. Platz

 Sebastian Schwerdt: 58. Platz

 Anton Unterkofler: 61. Platz

 Ralph Bussler: 67. Platz

 Christian Veit: 88. Platz

### Parallelslalom
| Platz | Land        | Sportler              |
| ----- | ----------- | --------------------- |
| 1     | Österreich  | Andreas Prommegger    |
| 2     | Russland    | Dmitri Waitkus        |
| 3     | Deutschland | Raphael Geisreiter    |
| 4     | Deutschland | Christian Ehrnthaller |
| 5     | Österreich  | Gerhard Unterkofler   |
| 6     | Frankreich  | Mickael David         |
| 6     | Niederlande | Peter Verlinden       |
| 8     | Schweiz     | Björn Bähler          |
| 9     | Deutschland | Christian Veit        |
| 10    | Italien     | Robert Trakofler      |
| 11    | Österreich  | Lukas Grüner          |
| 12    | Österreich  | Stefan Maier          |

Datum: 13. Februar 2000

Es waren 102 Teilnehmer am Start.

Weitere Teilnehmer aus deutschsprachigen Ländern:

 Thomas Lienbacher: 13. Platz

 Eric Cargiet: 21. Platz

 Benjamin Sokopf: 22. Platz

 Christian Nippus: 26. Platz

 Philipp Behr: 28. Platz

 Stefan Schuler: 37. Platz

 Anton Unterkofler: 57. Platz

 Matthias Ebner: 65. Platz

 Lukas Prem: 78. Platz

 Ralph Bussler: 88. Platz

 Sebastian Schwerdt: disqualifiziert

 Michael Gisler: disqualifiziert

 Pascal Spörri: disqualifiziert

### Halfpipe
| Platz | Land       | Sportler            |
| ----- | ---------- | ------------------- |
| 1     | Schweden   | Anton Bergsten      |
| 2     | Schweden   | Markus Jonsson      |
| 3     | Finnland   | Toni-Markus Turunen |
| 4     | Frankreich | Tristant Picot      |
| 5     | Schweden   | Stefan Karlsson     |
| 6     | Schweden   | Tommy Danielsson    |
| 7     | Finnland   | Janne Heiskanen     |
| 8     | Kanada     | Jonas Guinn         |

Datum: 12. Februar 2000

Es waren 76 Teilnehmer am Start.

Weitere Teilnehmer aus deutschsprachigen Ländern:

 Philipp Holleis: 12. Platz

 Christophe Schmidt: 19. Platz

 Björn Hartweger: 23. Platz

 Jonathan Iglesias: 36. Platz

 Renato Späni: 38. Platz

 Philipp Troger: 48. Platz

 Andreas Hochwimmer: 49. Platz

 Philipp Markthaler: 56. Platz

 Christian Pervical: 58. Platz